# Menje
Menje is een bestuurslaag in het regentschap Pidie van de provincie Atjeh, Indonesië. Menje telt 1007 inwoners (volkstelling 2010).